# 립카페
한국어로 단순 번역하면 ‘입술 카페’이다. 뭔가 예술적인 의미가 있는 것으로 착각할 수도 있지만, 실제 이곳에서 해주는 서비스는 적나라한 구강성교이다. 입다방 또는 입싸방이라고도 한다. 이름의 유래는 입술을 뜻하는 영어 단어 lip. 표면적으로는 카페를 표방하고 있지만 실제로는 펠라치오 영업을 하는 곳. 이곳은 입으로 해준다는 것이 차별점. 집창촌의 몰락을 대신하는 형태로 2015년경부터 이런 유형의 업소가 퍼지기 시작했다.다른 종류의 업소들과 구별되는 특징은 펠라치오 이외에는 하지 않는다는 것. 섹스는 절대 금지다. 물론 손님이 거세게 원할 경우 어쩔 수 없이 허락하는 곳도 있기는 하다. 다만 성범죄로 간주될수 있으니 조심해야 한다. 애초에 이게 불법 아닌가 다만 2016년경부터 경쟁이 격화되면서 알몸 노출이라든지 2인조라든지 이런 저런 부대 서비스까지 생겨났다. 한마디로 입으로 시작하지만 분위기가 달아오르면 막나가는것도 무리가 아니라는것.유사 성행위 업소이므로 불법 영업이다. 그렇기 때문에 외부에서는 잘 알아볼 수 없도록 인테리어를 꾸미고, 광고지와 사이트를 통한 전화예약만으로 손님을 받는다.특히 가격이 저렴하기 때문에 불황기 남성들에게 적지 않은 인기를 끌고 있다. 향후 이러한 업소들은 더욱 발전되어 늘어났다. 특히 립카페의 원조는 기존의 티켓다방으로서 성매매 업소의 진보가 어떻게 일어나고 있는지를 단적으로 보여준다고 할 수 있다. 립카페가 최초로 등장한곳은 강남,역삼동 일대이다.안마와 커피, 여성의 구강성교로 손님몰이를 하고 있다.직장인 라이프 스타일에 딱 맞는 시스템이다.립카페의 콘셉트는 불황기에 딱 알맞게 설계가 잘 되어 있다.가격이 저렴하다고 할 수 있다. 서비스 시간도 그리 많이 걸리지 않는다. 짧으면 20분, 길어야 30분 정도.시간이 많지 않은 현대인들에게 적합하다고 볼 수 있다. 또 일부 업소에서는 자동 안마기기를 가져다 놓아 손님들은 누구나 1시간 동안 무료로 안마를 받을 수 있다. 그러니 피곤에 지쳐있는 직장인들에게는 더할 수 없는 휴식공간이다. 안마와 커피, 그리고 여성이 입으로 해주는 구강성교는 이렇게 궁합이 딱 맞게 잘 설계되어 있다.

## 같이 보기
- 구강성교
- LIP
- 펠라티오
- 티켓 다방